# 佐渡分屯基地
座標: 北緯38度04分36秒 東経138度20分52秒 / 北緯38.07667度 東経138.34778度

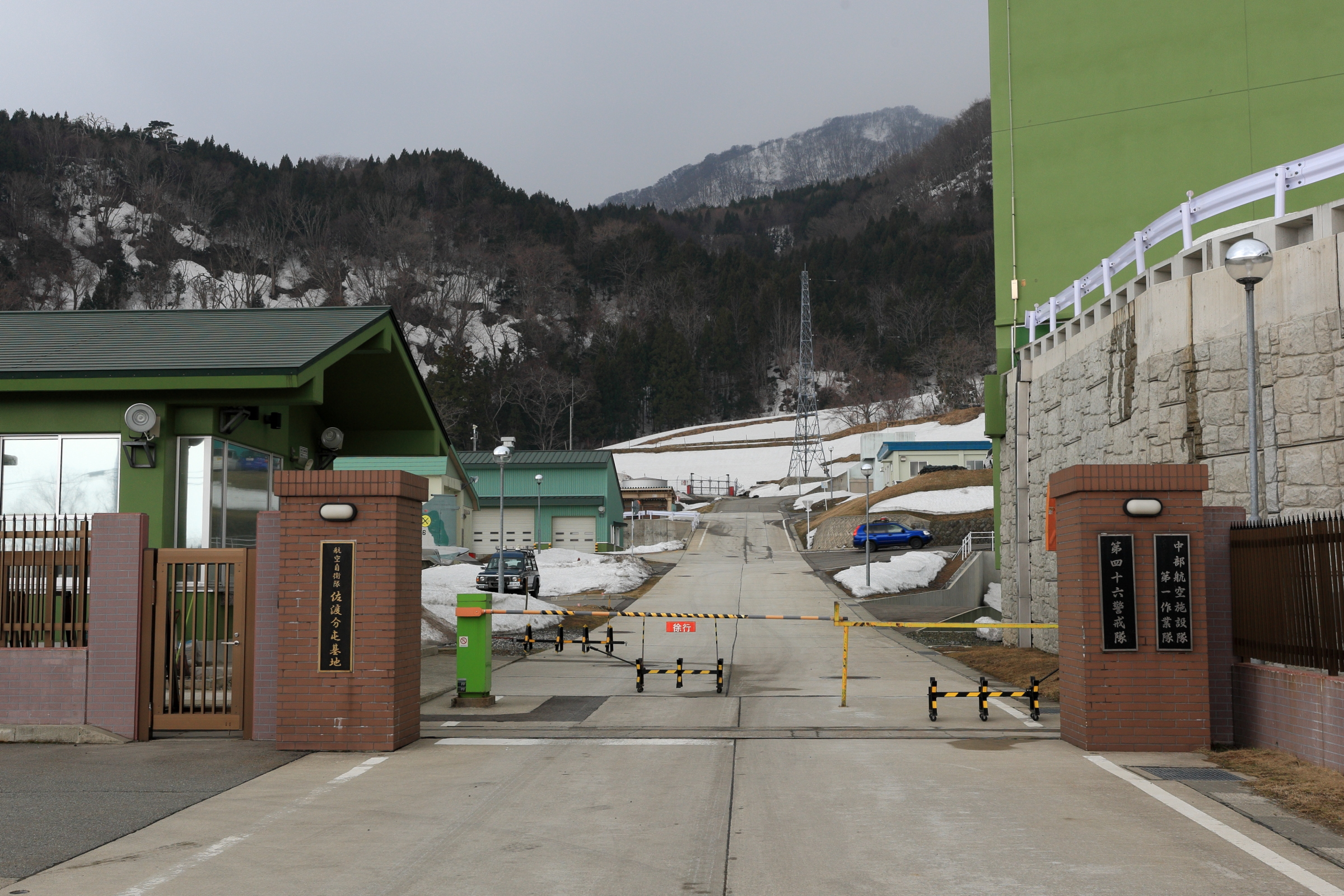
航空自衛隊佐渡分屯基地の正門

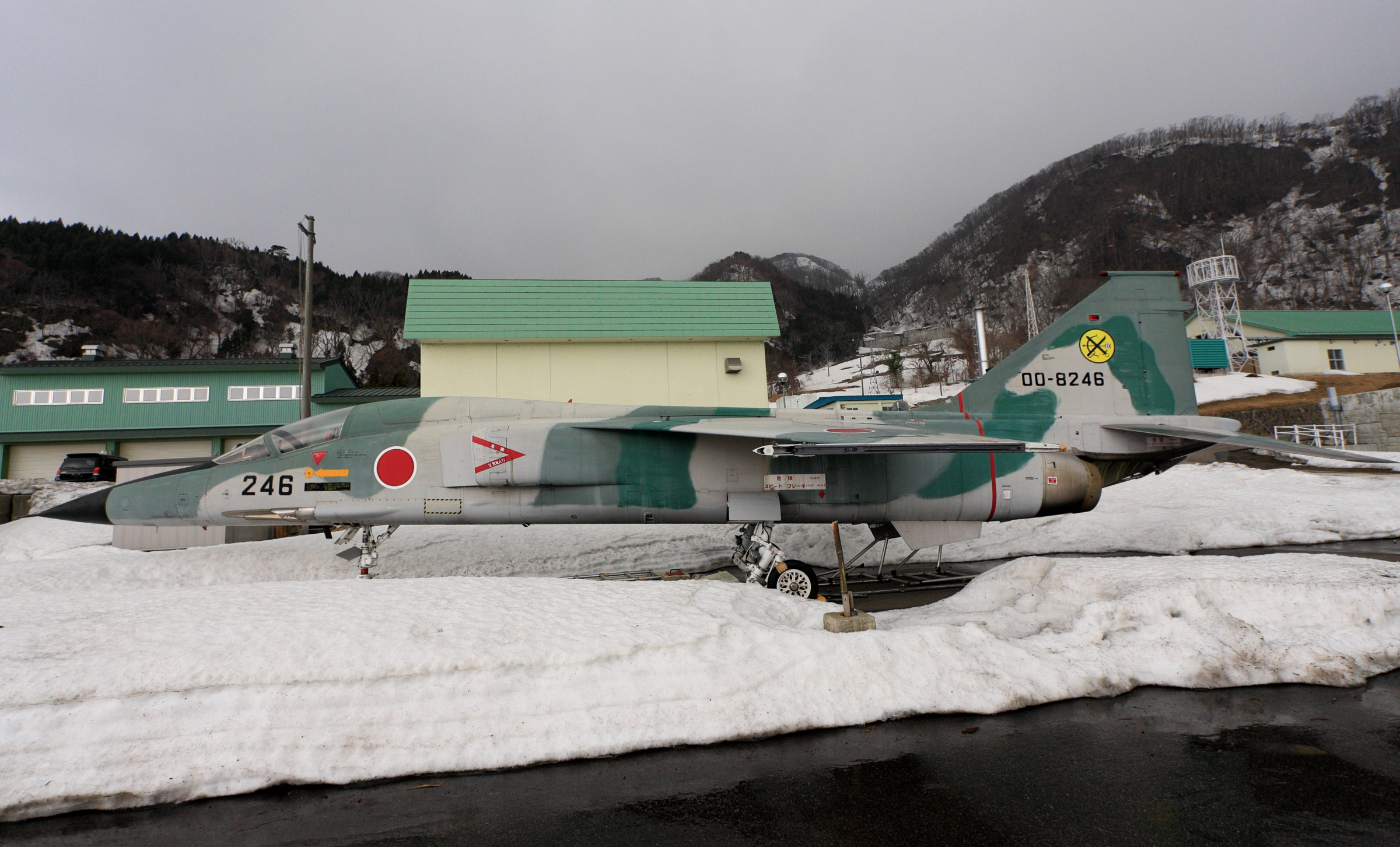
ゲートガードのF-1支援戦闘機

佐渡分屯基地（さどぶんとんきち、JASDF Sado Sub Base）は、新潟県佐渡市金井新保丙2-27に所在し、第46警戒隊が配置されている航空自衛隊入間基地の分屯基地である。標高510mの両尾山（むろおやま）付近に庁舎があり、レーダーサイトは金北山（きんぽくさん・標高1,171.9m）山頂のJ/FPS-2を運用していたが、2010年（平成22年）よりその西隣の妙見山（みょうけんさん・標高1,042m）山頂に建設され稼動を始めたJ/FPS-5にその役割が引き継がれた。
また、この基地は自衛隊創設以来初めての自衛隊法違反事件として有名になった、反戦自衛官小西誠三曹の所属していた基地でもある。
分屯基地司令は、第46警戒隊長が兼務。

## 配置部隊

### 中部航空方面隊隷下
- （中部航空警戒管制団）
  - 第46警戒隊 - 2010年（平成22年）からJ/FPS-5 レーダーを運用開始。
- （中部航空施設隊）
  - 第1作業隊佐渡作業班

## 沿革
- 1948年（昭和23年）10月 - アメリカ空軍展開（相川町春日崎）。
- 1954年（昭和29年）10月 - 金北山山頂へ移駐。
- 1955年（昭和30年）10月 - 航空自衛隊部隊が展開。
- 1960年（昭和35年）5月 - 米空軍から空自に移管。
- 1992年（平成4年）3月 - 第302基地防空隊新編。
- 2000年（平成12年）3月 - 第46警戒群から第46警戒隊へ改編。
- 2004年（平成16年）3月 - 第302基地防空隊解隊。
- 2010年（平成22年）7月 - 妙見山山頂の新レーダーJ/FPS-5運用開始。